# Gérard de Nerval
Gérard de Nerval (París, 22 de maig de 1808 – 26 de gener de 1855) era el pseudònim literari del poeta, assagista i traductor francès Gérard Labrunie, el més essencialment romàntic dels poetes francesos.

## Obra

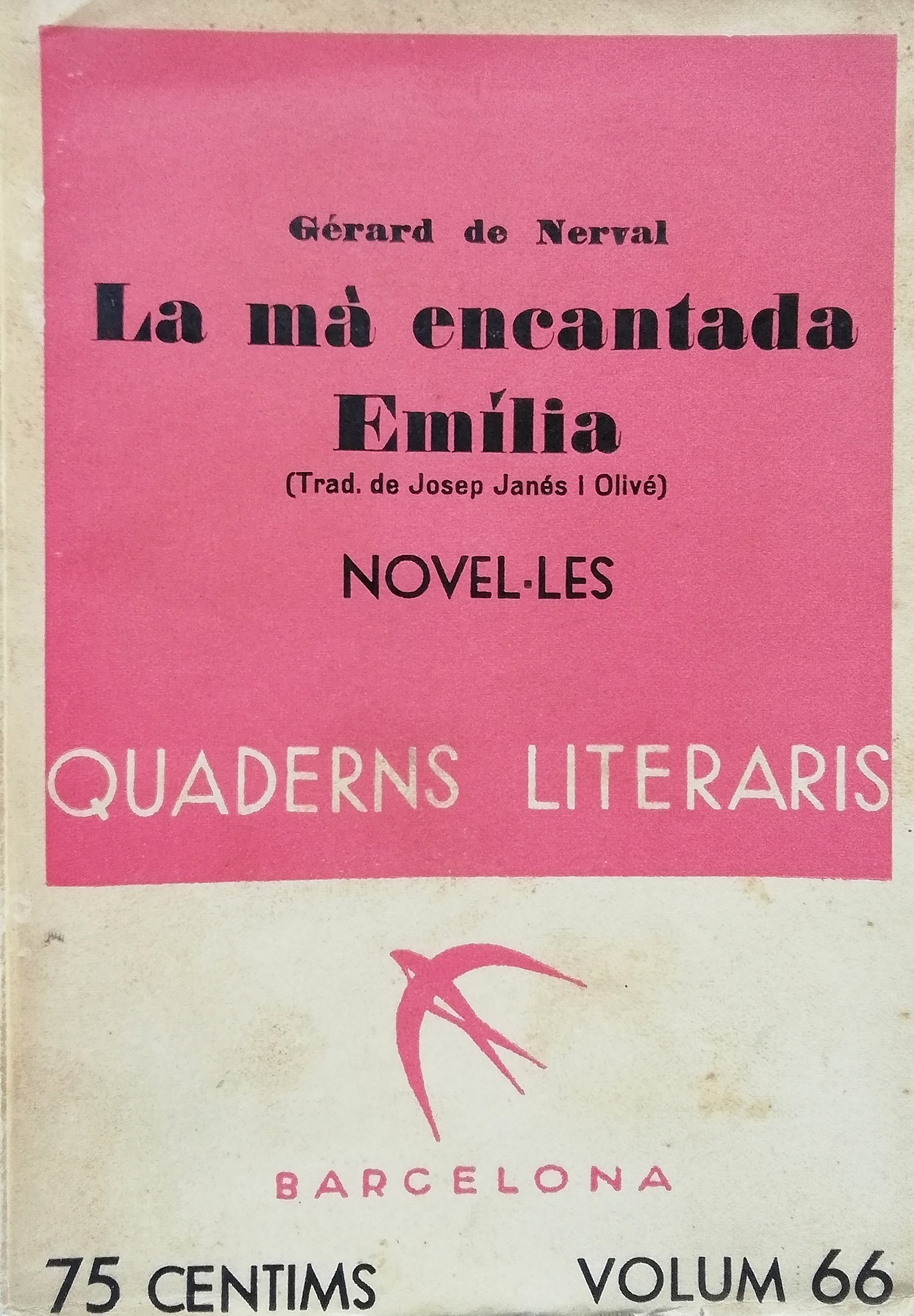
La Main enchantée (La mà encantada) i Émilie - Souvenir de la révolution française (Emília - Records de la revolució francesa) de Gérard de Nerval. Traducció catalana publicada a Barcelona l'any 1935 dins la col·lecció Quaderns Literaris

Va deixar una obra no gaire extensa però provada i misteriosa, que, malgrat el seu caràcter turmentat, reflecteix fidelment les inquietuds de l'ànima humana. Va exercir posteriorment influència sobre Marcel Proust, René Daumal i Antonin Artaud.
Les seves obres cabdals són Viatge a l'Orient (1851), en què relata les llegendes sentides pels camins durant els seus viatges per Europa (Itàlia, Anglaterra, Alemanya, Àustria, Països Baixos, Bèlgica) i el nord d'Àfrica. "Les illuminés, ou els precurseurs du socialisme" (1852) va ser una col·lecció de novel·les en les quals parla sobre Nicolás Edme Restif de la Bretonne, Cagliostro i d'altres. Les filles del foc (1854), galeria de retrats femenins en els quals invoca l'amor. Aurelia (1855), un clàssic del nostre temps que va influir granment en els surrealistes. L'autor ens narra aquí el seu particular viatge vital de braç de la bogeria, que és a la vegada la primera mirada moderna a aquestes profunditats. El llibre de poemes Les Chimères (1854), que conté el cèlebre sonet "El desgraciat". En un dels seus últims poemes, "Epitafi", ja va intuir la seva imminent mort:
| « | A estones viu alegre com un liró aquest poeta boig, amador i indolent, i altres vegades ombrívol com Clitandro dolent... un cert dia, una mà va cridar a la seva habitació. Era la mort! Ell va sospirar: "Senyora, deixeu-me ordir les rimes del meu últim sonet". Després va tancar els ulls -potser una mica inquiet davant el fred enigma- per esperar l'hora... Diuen que va ser gandul, erràtic i il·lusori, que deixava assecar la tinta en el seu escriptori. Volia saber-ho tot i al final no ha sabut. I una nit d'hivern, cansat de la vida, va deixar escapar l'ànima de la carn podrida i es va anar preguntant: ¿Per què he vingut? | » |

Si s'escau, es compleix bé la frase d'un cert escriptor anglès: "L'infern també és un camí."

### Llista d'obres
- (1832) - La Main de glorie: histoire macaronique ou La Main enchantée (La mà encantada, Barcelona, Ed. Laertes)
- (1834) - Odelettes
- (1851) - Voyage en Orient.
- (1852) - Les Nuits d'Octobre.
- (1852) - Lorely, souvenirs d'Allemagne
- (1852) - Les Illuminés
- (1853) - Petits châteaux de Bohème
- (1853) - Sylvie (traduïda al català)
- (1854) - Les Filles du Feu, (contes).
- (1854) - Les Chimères.
- (1854) - Promenades et souvenirs.
- (1855) - Aurélia, ou le rêve et la vie (traduïda al català)
- (1856) - Promenades et Souvenirs.

### Fragment del sonetEl desgraciat
| «                      | Je suis le ténébreux, le veuf, l'inconsolé, Le Prince d'Aquitaine à la tour abolie: Ma seule Etoile est morte, et mon luth constellé porte le soleil noir de la Mélancolie. | El tenebrós sóc, el vidu, el desconsolat, el príncep d'Aquitània a la seva torre abolida: Va morir la meva única estrella, i en el meu llaüt constel·lat es mostra el negre sol de la malenconia. | » |
| — Sonet El Desgraciat. | | |   |